# 대한민국의 사회부총리
사회부총리(社會副總理)는 교육부 장관이 겸직하고 있는 국가적 비경제분야 부총리이다.
2014년 비경제부문, 교육·사회·문화분야 부총리(컨트롤타워)의 필요성에 따라 사회부총리를 신설하고 교육부 장관이 겸하게 하였다.

## 역할
- (정부조직법 제19조 제1항) 국무총리가 특별히 위임하는 사무를 수행하기 위하여 부총리 2명을 둔다.
- (정부조직법 제19조 제3항) 부총리는 기획재정부장관과 교육부장관이 각각 겸임한다.
- (정부조직법 제19조 제5항) 교육부장관은 교육·사회 및 문화 정책에 관하여 국무총리의 명을 받아 관계 중앙행정기관을 총괄·조정한다.
- 사회부총리는 사회관계장관회의를 개최하고 주재하며, 사회관계장관회의 참석자는 의장인 교육부장관, 기획재정부장관, 과학기술정보통신부장관, 행정안전부장관, 문화체육관광부장관, 보건복지부장관, 환경부장관, 고용노동부장관, 여성가족부장관이 참석한다.

## 현임
- 공석

## 역대 부총리
| 정부        | 대수     | 이름           | 임기                             | 비고 |
| ----------- | -------- | -------------- | -------------------------------- | --- |
| 박근혜 정부 | 직무대행 | 나승일(羅承日) | 2014년 7월 17일~2014년 8월 8일   | 차관으로 직무대리 |
| 박근혜 정부 | 직무대행 | 황우여(黃祐呂) | 2014년 8월 8일~2014년 11월 19일  | 춘천·제주지법 수석부장판사&제15·16·17·18·19대 국회의원&한국청소년연맹 총재&한나라당 사무총장&한나라당 원내대표&새누리당 대표최고위원                                                                              |
| 박근혜 정부 | 초대     | 황우여(黃祐呂) | 2014년 11월 19일~2016년 1월 12일 | 춘천·제주지법 수석부장판사&제15·16·17·18·19대 국회의원&한국청소년연맹 총재&한나라당 사무총장&한나라당 원내대표&새누리당 대표최고위원                                                                              |
| 박근혜 정부 | 2대      | 이준식(李俊植) | 2016년 1월 13일~2017년 7월 4일   | 서울대학교 공과대학 기계항공공학부 교수&공과대학혁신특별위원회 위원장 |
| 문재인 정부 | 3대      | 김상곤(金相坤) | 2017년 7월 5일~2018년 10월 2일   | 더불어민주당 인재영입위원장&새정치민주연합 혁신위원회 위원장&제14·15대 경기도교육감&등록금후불제를 위한 교수대책위원회 위원장&민주화를 위한 전국 교수협의회 공동의장&한신대학교 경영학과 교수                     |
| 문재인 정부 | 4대      | 유은혜(兪銀惠) | 2018년 10월 2일~2022년 5월 9일   | 더불어민주당 제6정책조정위원회 위원장&국정기획자문위원회 사회분과 위원&더불어민주당 제5정책조정위원회 위원장&더불어민주당 인재영입위원회 부위원장&더불어민주당 역사교과서국정화저지특위 위원장&제19·20대 국회의원 |
| 윤석열 정부 | 직무대행 | 장상윤(張商允) | 2022년 5월 10일~2022년 7월 5일   | 교육부 차관&국무조정실 사회조정국 국장&국무조정실 국정운영국 기획총괄정책관&국무조정실 사회조정국 사회복지정책관&국무조정실 국정운영국 기획총괄정책관                                                             |
| 윤석열 정부 | 5대      | 박순애(朴順愛) | 2022년 7월 5일~2022년 8월 8일    | 제20대 대통령직인수위원회 정무사법행정분과 인수위원&서울대학교 행정대학원 교수 |
| 윤석열 정부 | 직무대행 | 장상윤(張商允) | 2022년 8월 8일~2022년 11월 7일   | 교육부 차관&국무조정실 사회조정국 국장&국무조정실 국정운영국 기획총괄정책관&국무조정실 사회조정국 사회복지정책관&국무조정실 국정운영국 기획총괄정책관                                                             |
| 윤석열 정부 | 6대      | 이주호(李周浩) | 2022년 11월 7일~2025년 7월 29일  | 교육과학기술부 제1차관&교육과학기술부 장관&한국개발연구원 국제정책대학원 교수＆제17대 국회의원&국무총리 권한대행&대통령 권한대행                                                                                  |
| 이재명 정부 | 직무대행 | 최은옥(崔銀玉) | 2025년 7월 29일~                 | 교육부 차관&경기도교육감 제1부교육감&서울대학교 이사회 이사 |

## 같이 보기
| - 국무총리 - 부총리 - 경제부총리 - 교육부총리 | - 교육부 - 대한민국의 교육부 장관 - 통일부총리 |